# Хунин-де-лос-Андес
Хунин-де-лос-Андес (исп. Junín de los Andes) — город и муниципалитет в департаменте Уиличес провинции Неукен (Аргентина), административный центр департамента. Старейший город провинции Неукен.

## История
Когда после кампании аргентинской армии по изгнанию индейцев, вошедшей в историю как «Завоевание пустыни», эти земли перешли под контроль аргентинского правительства, здесь в 1882 году был основан форт, а в 1883 году возле форта было основано поселение. В 1890-х годах сюда прибыли Салезианцы Дона Боско. С 1933 года здесь проводится ежегодная животноводческая выставка. В 1945 году был образован муниципалитет.